# ديفيد روجرز (سياسي)
ديفيد روجرز هو سياسي كندي، ولد في 15 نوفمبر 1829، وتوفي في 22 أكتوبر 1909.